# علوي طه الصافي
علوي بن طه الصافي (1944- 2022 م)، أديب وكاتب وصَحَفي وقاص سعودي. من أشهر الأدباء المعاصرين في المملكة العربية السعودية. أسهم في الصِّحافة الثقافية المتخصِّصة منذ وقت مبكِّر في صحيفة "البلاد"، "اليمامة"، و"الجزيرة"، وكان أول رئيس تحرير لمجلة "الفيصل" وأدار دار الفيصل الثقافية مدَّة 16 عامًا.

## ولادته ونشأته
ولد علوي الصافي عام 1944، في أسرة تتكون من 7 أبناء وابنتين. وترعرع يتيم الأم في منطقة جازان (جنوب غرب السعودية)، قبل أن ينتقل إلى العيش في بيروت في نهاية الخمسينيات الميلادية، وكتب منها أولى مقالاته الصحافية "جبران.. نابغة لبنان" في صحيفة الرائد. ودرس المرحلة الابتدائية فيها، قبل أن يعود إلى مسقط رأسه، ويكمل الدراسة المتوسطة ليلاً، كونه يعمل صباحاً. وسافر إلى جدة ليدرس الثانوية، وحصل على ليسانس الحقوق من بيروت، كما حصل على دبلوم في التربية من الجزائر.

## سيرته المهنية

علوي طه الصافي في شبابه

بدأ الصافي بالكتابة الصحافية مبكراً، حيث نشر مقالته الأولى في صحيفة الرائد، وخلال دراسته المرحلة المتوسطة في جازان، كان الصافي يراسل صحيفة "قريش" إبان رئاسة تحريرها من قبل الأديب السعودي أحمد السباعي، وينشر في صحيفة "الرائد" مع الأديب السعودي عبد الفتاح أبومدين، وصحيفة "الجزيرة" مع الأديب السعودي عبد الله بن خميس.
وانشأ الصافي مع الصحافي السعودي، هاشم عبده هاشم، صفحة الجنوب الأسبوعية في جريدة الندوة. ومع انتقاله إلى مدينة جدة الساحلية عمل الصافي سكرتيراً للتحرير في صحيفة "البلاد" ومشرفاً على صفحة الثقافة والأدب، وعمل أخصائيًا اجتماعيًا في الضمان الاجتماعي، قبل أن يعمل رئيس قسم الصحافة العربية في المديرية العامة للصحافة والنشر التابعة لوزراة الإعلام، ثم رئيس الشعبة القانونية وتطبيق الأنظمة في المديرية العامة للمطبوعات، كما عمل سكرتيرًا إعلاميًا لوزير الإعلام السابق محمد عبده يماني، فمدير عام دار الفيصل الثقافية منذ إنشائها عام 1397هـ حتى عام 1412م، وانتقل بعدها إلى رئاسة تحرير مجلة الفيصل المتخصصة في الشؤون الثقافية، وعمل بعدها نائباً لرئيس تحرير صحيفة المدينة.
أطلق عليه الأديب السعودي، عبدالله بن خميس لقب "الأستاذ"، وارتبط اسمه بالانتاج الأدبي الغزير، حيث عمل على إصدار مجموعات قصصية، وألف في أدب الرحلات وأدب الطفل. أسس دار الصافي للطباعة والنشر عام 1983م، وقد نشرت الدار أكثر من 30 كتابًا.

## مؤلفاته
كتب علوي الصافي في فن القصة القصيرة، وأدب الرحلات، وأدب الأطفال والقضايا الإنسانية والاجتماعية، ومن مؤلفاته:

### المجموعات القصصية
- مطلات على الداخل.
- أرزاق يا دنيا أرزاق.
- كنت في الطائرة المخطوفة.

### في القضايا الاجتماعية
- يا زمان العجائب.
- يا قلبي لا تحزن.
- امرأة تحاور أفعى.

### في أدب الرحلات
- السمكة والبحر: قضايا وقراءات في الأدب والفكر.
- إسبانية تحسب قلبي بئر بترول.

### في أدب الطفل
- سلسة من القصص الإسلامي (15) قصة.
- سلسلة من قصص العرب (8) قصص.
- سلسلة لكل مثل قصة (14) قصة.
- سلسلة من قصص الحيوانات والطيور (8) قصص.[7]

## إسهاماته الثقافية
للصافي إسهامات ثقافية غزيزة وخاصة الصحافية منها؛ لذا حصل على شهادة تقدير اتحاد الصحفيين الجزائريين، ومن إسهاماته:
- ألقى العديد من المحاضرات في عدد من الأندية الأدبية والمؤسسات الثقافية.
- أشرف على عدد من الأقسام الأدبية والثقافية والأدبية في الصحافة المحلية: (صحيفة البلاد، مجلة اليمامة، صحيفة الجزيرة).
- عمل نائبًا لرئيس تحرير صحيفة المدينة ورئيسًا للقسم السياسي فيها.
- شارك في المهرجان الأول للشعر في دول الخليج العربية في الرياض.
- شارك في مهرجان المربد في العراق.
- شارك في المؤتمر الإسلامي الأول للصحافة الإسلامية في قبرص.
- شارك في الندوة السياحية التي أقامتها مؤسسة الأهرام في مصر.
- شارك في دورة التنمية في الجزائر.
- عضو في عدد من الأندية الأدبية السعودية.
- عضو في جمعية مؤسسة الملك فيصل الخيرية.[8]

## وفاته
توفي يوم الأحد 26 يونيو 2022 (27 ذو القعدة 1443). في مدينة جدة، ونعاه الوسط الثقافي السعودي والعربي، والصحافة السعودية، حيث وصفته صحيفة "عكاظ" بأنه "صاحب السيرة العطرة يستند إلى أكثر من كف وجناح وساعد"، ووصفه الناقد السعودي عبدالله الغذامي "ظل علوي الصافي يعمر الذاكرة الثقافية عطاء وثراء وسيرة غنية في منتجها وفي أخلاقيات سلوكنا الثقافي". واعتبره محمد العوين "جوهرة الفيصل وقلبها النابض"

## وصلات خارجية
- علوي طه الصافي على موقع أرشيف الشارخ
- الأديب علوي الصافي يتحدث عن ولادته وطفولته في جيزان